# Gravelines
Gravelines település Franciaországban, Nord megyében. Lakosainak száma 11 451 fő (2022. január 1.). Gravelines Loon-Plage, Saint-Folquin, Grand-Fort-Philippe, Oye-Plage és Saint-Georges-sur-l’Aa községekkel határos.

## Népesség
A település népességének változása:
| Lakosok száma | 11 638 | 11 586 | 11 675 | 11 166 | 11 132 | 11 014 | 11 001 | 11 223 | 11 451 |
|               | 2013   | 2015   | 2016   | 2017   | 2018   | 2019   | 2020   | 2021   | 2022   |